# Guntown
Guntown és una població dels Estats Units a l'estat de Mississipi. Segons el cens del 2000 tenia 1.183 habitants.

## Demografia
Segons el cens del 2000, Guntown tenia 1.183 habitants, 443 habitatges, i 337 famílies. La densitat de població era de 100,8 habitants per km².
Dels 443 habitatges en un 45,4% hi vivien nens de menys de 18 anys, en un 51,2% hi vivien parelles casades, en un 21% dones solteres, i en un 23,9% no eren unitats familiars. En el 22,8% dels habitatges hi vivien persones soles el 9,7% de les quals corresponia a persones de 65 anys o més que vivien soles. El nombre mitjà de persones vivint en cada habitatge era de 2,67 i el nombre mitjà de persones que vivien en cada família era de 3,12.
Per edats la població es repartia de la següent manera: un 34,3% tenia menys de 18 anys, un 7% entre 18 i 24, un 28,6% entre 25 i 44, un 20,2% de 45 a 60 i un 9,9% 65 anys o més.
L'edat mediana era de 32 anys. Per cada 100 dones de 18 o més anys hi havia 80,3 homes.
La renda mediana per habitatge era de 27.188 $ i la renda mediana per família de 29.783 $. Els homes tenien una renda mediana de 27.868 $ mentre que les dones 20.375 $. La renda per capita de la població era de 12.456 $. Entorn del 19,3% de les famílies i el 24,7% de la població estaven per davall del llindar de pobresa.

## Poblacions més properes
El següent diagrama mostra les poblacions més properes.